# جريس موشم
جُرَيْس مُوَشَّم نبات عشبي معمر مزهر في فصيلة زهرة جريسية. لها أوراق وسيقان تسقط في نهاية موسم التفتح. يعلو من 30 إلى 50 سم. أوراقه السفلى معنقة الشكل قلبية. أزهاره خملية متدلية لونها إلى الصفار يعلوه توشيحٌ جؤوي ومنها بنفسجية قرمزية التوشيم. إزهراره يستمر من أيار إلى تموز.

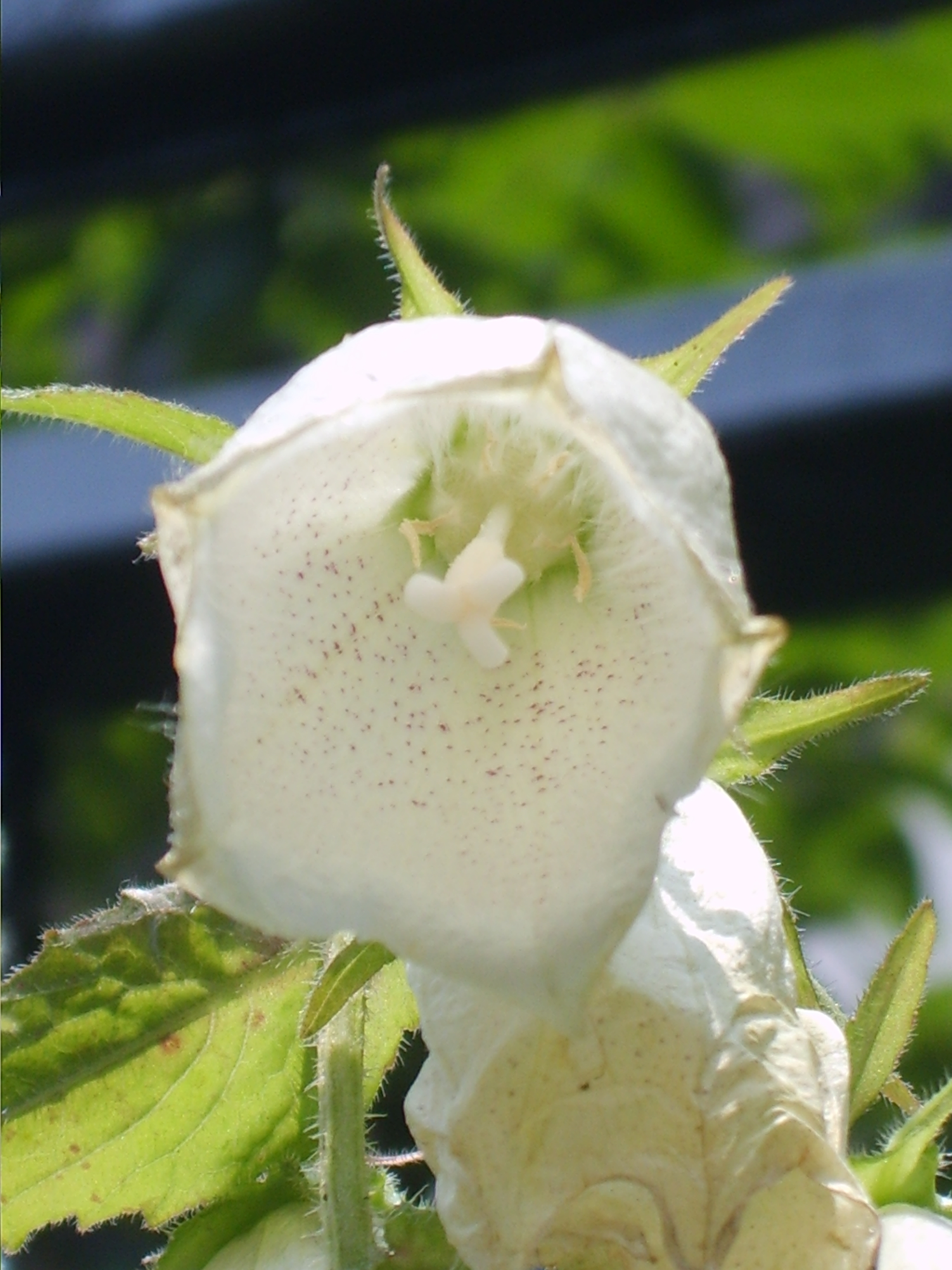
زهرة جريس موشم خملية